# NGC 2174
NGC 2174 é uma nebulosa de emissão e região HII na constelação de Orion.